# Забава (Велицький повіт)
Забава (пол. Zabawa) — село в Польщі, у гміні Величка Велицького повіту Малопольського воєводства.
Населення — 935 осіб (2011).

## Демографія
Демографічна структура станом на 31 березня 2011 року:
|          | Загалом | Допрацездатний вік | Працездатний вік | Постпрацездатний вік |
| -------- | ------- | ------------------ | ---------------- | -------------------- |
| Чоловіки | 431     | 82                 | 311              | 38                   |
| Жінки    | 504     | 104                | 302              | 98                   |
| Разом    | 935     | 186                | 613              | 136                  |